# Frans Taleman
Frans Taleman (geboren te Edam), in het Latijn bekend als Franciscus Talemanius, was een kartuizer monnik, die in 1534 prior was van de Chartreuse van Leuven.

## Werk
Taleman werd bekend als uitgever van Dionysius de Kartuizer. In 1535 verscheen Talemans uitgave van diens commentaren op Job, Tobit, Judit en Ester, voorzien van een inleiding van de uitgever. Hij droeg dit werk op aan Maria-Magdalena van Hamal, de weduwe van Willem II van Croÿ.
- Biografisch Portaal: 19810224
- Digitale Bibliotheek voor de Nederlandse Letteren: tale002
- Gemeinsame Normdatei: 119845288
- International Standard Name Identifier: 0000 0000 1321 6098
- Nederlandse Thesaurus van Auteursnamen: 377281115
- Virtual International Authority File: 8206726